# Трояновский, Станислав Тимофей
Станислав Тимофей Трояновский  (пол. Stanisław Tymoteusz Trojanowski OFMConv, 29 июля 1908, Садлово, Мазовецкое воеводство — 28 февраля 1942, концлагерь Освенцим, Верхняя Силезия) — блаженный Римско-католической церкви, монах из монашеского ордена францисканцев, мученик.

## Биография
Станислав Антоний Трояновский родился в 1908 году в бедной семье. Во время Первой Мировой войны его отец погиб и Станиславу Антонию пришлось работать с самого раннего возраста, чтобы прокормить свою мать и трёх младших братьев.
5 марта 1930 года Станислав Антоний вступил в монастырь францисканцев, находившийся в польском паломническом центре Непокалянове. 6 января 1931 года он был принят в новициат и взял себе монашеское имя Тимофей. 11 февраля 1938 года принял первые монашеские обеты. Своё монашеское послушание исполнял в католическом издательстве францисканцев, занимаясь рассылкой журнала «Рыцарь Непорочной».
После оккупации Польши немецкими войсками в 1939 году был арестован 14 октября 1941 года и отправлен с группой братьев монахов в тюрьму Павяк, затем — в концентрационный лагерь Освенцим, где умер от голода и избиений 28 февраля 1942 года. Его концентрационный номер — 25431.

## Прославление
13 июня 1999 года Станислав Тимофей Трояновский был беатифицирован римским папой Иоанном Павлом II в группе 108 блаженных польских мучеников.
День памяти в Католической церкви — 12 июня.

## Источник
- Br. Stanisław Tymoteusz Trojanowski, franciszkanin konwentualny z Niepokalanowa